# Castelsilano
Castelsilano ist eine süditalienische Gemeinde (comune) in der Provinz Crotone in Kalabrien mit 886 Einwohnern (Stand 31. Dezember 2023). Die Gemeinde liegt etwa 35 Kilometer nordwestlich von Crotone. Durch das Gemeindegebiet fließt der Lese.

## Geschichte
Die Gemeinde wurde 1811 mit dem Namen Casino aus der Ortschaft namens Castrum Casini (um 1685 entstanden) geschaffen. Seit 1950 hat die Gemeinde den heutigen Namen.
1980 stürzte eine libysche MiG-23 in das Gemeindegebiet ab (Strage di Ustica, s. Itavia-Flug 870).